# Maison-des-Champs
Maison-des-Champs är en kommun i departementet Aube i regionen Grand Est (tidigare regionen Champagne-Ardenne) i nordöstra Frankrike. Kommunen ligger  i kantonen Vendeuvre-sur-Barse som ligger i arrondissementet Bar-sur-Aube. År 2022 hade Maison-des-Champs 35 invånare.

## Befolkningsutveckling
Antalet invånare i kommunen Maison-des-Champs
Referens: INSEE